# علم مصطلح الحديث
علم مصطلح الحديث. هو علم له قوانين يُعرف به أحوال السّند والمتن من حيث القبول والرد.

## التعريف
فحسب هذا التعريف فإنه ينقسم إلى علم الحديث رواية، وعلم الحديث دراية، لأنّ موضوعه (السند) الرواية وهي نقل السنة ونحوها وإسناد ذلك إلى من عزى إليه بتحديث أو اخبار وغير ذلك، وشروطها: تحمل راويها لما يرويه بنوع من أنواع التحمل، من سماع أو عرض أو اجازة ونحوها، وأنواعها: الاتصال والانقطاع ونحوها، وأحكامها القَبول والرد. وحال الرواة العدالة والجرح، وشروطهم في التحمل والأداء. وأصناف المرويات: المصنفات من المسانيد والمعاجم والأجراء وغيرها، أحاديث وآثارا وغيرهما، وما يتعلق بها من معرفة اصطلاح أهلها.

## فائدته وأقسامه
معرفة ما يقبل ويرد من الراوي والمروي مما يسهم في تنقية الأدلة الحديثية وتخليصها مما يشوبها من: ضعيف وغيره، ليتمكن من الاستدلال بها. وأقسامه:
1. علم الحديث رواية: علم يشتمل على أقوال النبي وأفعاله وتقريراته وصفاته، وروايتها وضبطها وتحرير ألفاظها، ويُبْحث في هذا العلم عن رواية الأحاديث وضبطها ودراسة أسانيدها، ومعرفة حال كل حديث من حيث القبول والرد، ومعرفة شرحه ومعناه وما يُستنبط منه من فوائد.
2. علم الحديث دراية: ويطلق عليه مصطلح الحديث أو أصول الحديث أو علوم الحديث، وهو العلم بقواعد يُعرف بها أحوال السند والمتن من حيث القبول أوالرد، أو هو القواعد المُعَرِّفة بحال الراوي والمروي. وعلم الحديث دراية يُوَصِّل إلى معرفة المقبول من المردود بشكل عام، أي بوضع قواعد عامة.[3]

## بعض مصطلحات علم الحديث
- السند: هو الطريق الموصلة إلى المتن، أي رجال الحديث، وسموه بذلك لأنهم يسندونه إلى مصدره.
- الإسناد: هو الإخبار عن طريق المتن أو حكاية رجال الحديث.
- المتن: هو ما انتهى إليه السند من الكلام.
- المخرج (بضم الميم وكسر الراء): ذكر رواته، فالمخرج هو ذاكر رواة الحديث كـالبخاري والإمام مسلم.
- المحدث (بضم الميم وكسر الدال): هو العالم بطرق الحديث وأسماء الرواة والمتون فهو أرفع من المسند.
- الحافظ: هو من حفظ مائة ألف حديث متنا واسنادا ووعي ما يحتاج إليه.
- الحجة: هو من أحاط بثلاثمائة ألف حديث.
- الحاكم: هو من أحاط لجميع الأحاديث المروية متنا وإسنادا وجرحا وتعديلا وتاريخا.

## رموز علم الحديث
يوجد بعض الرموز أو الأختصارات في أمهات كتب الحديث منها:
- ثنا، نا، دثنا: يرمز بها عن حدثنا، وتُقرأ: حدثنا.
- أنا، أرنا، أبنا: يرمز بها عن أخبرنا، وتقرأ: أخبرنا.

## أنواع الحديث

### الحديث الصحيح
هو ما اتصل إسناده بعدل ضابط عن مثله بدون علة ولا شذوذ وهو يفيد الظن دون اليقين، والحديث الصحيح ينقسم إلى قسمين:
1. الصحيح لذاته: هو الحديث الذي اشتمل على أعلى صفات القبول بأن يكون متصل السند بنقل العدول الضابطين ضبطا تاما عن مثلهم من مبدأ الحديث إلى آخره وخلا من الشذوذ والعلة، ويسمى هذا القسم ((الصحيح لذاته)) لأنه استوفى شروط الصحة ولم يكن في حاجة لمن يجبره، فصحته نشأت من ذاته لا من حديث آخر خارج عنه.
2. الصحيح لغيره: هو الحديث الذي قصرت شروطه عن الدرجة العليا بأن كان الضبط فيه غير تام. وإنما سمي ((بالصحيح لغيره)) لأن صحته نشأت من غيره.

### الحديث الحسن
هو ما اتصل سنده بنقل العدل الضابط ضبطا غير تام عن مثله، من أوله إلى آخره وسلم من الشذوذ والعلة ((العدل في الحديث الحسن خفيف الضبط وفي الحديث الصحيح تام الضبط)). وينقسم الحديث الحسن إلى قسمين:
1. الحسن لذاته: وهو ما اتصل اسناده بنقل عدل خفيف الضبط عن مثله من أول السند إلى آخره وسلم من الشذوذ والعلة، وسمي ((بالحسن لذاته)) لأن حسنه لم يأته من أمر خارجي، وإنما جاءه من ذاته.
2. الحسن لغيره: هو ما كان في إسناده مستور لم يتحقق أهليته غير مغفل ولا كثير الخطأ في روايته ولا متهم بتعمد الكذب فيها ولا ينسب إلى مفسق آخر، أو هو ((أي الحسن لغيره)) ما فقد شرطا من شروط الحسن لذاته ويطلق عليه اسم ((الحسن لغيره)) لأن الحسن جاء إليه من أمر خارجي.

### الحديث الضعيف
هو ما لم تجتمع فيه صفات الحديث الصحيح والحديث الحسن، والحديث الضعيف نوعان:
1. ضعيف ضعفا لا يمنع العمل به وهو يشبه الحسن في اصطلاح الإمام الترمذي.
2. ضعيف ضعفا يجب تركه وهو الوهم.

### الحديث المعلق
هو الذي حذف من أول إسناده واحد أو أكثر على التوالي ولو إلى نهايته، ومثاله الذي حذف من أول إسناده واحد قول البخاري: (وقال مالك عن الزهري عن أبي سلمة عن أبي هريرة عن النبي:«لا تفاضل بين الأنبياء»). فإنه بين البخاري ومالك واحد لم يذكره.

### الحديث المنقطع
هو ما سقط من إسناده رجل أو ذكر رجل مبهم. وقد عرفه العلماء بأنه ما لم يتصل إسناده وقالوا: انه مثل الحديث المرسل. وحكم الحديث المنقطع أنه ضعيف لأن المبهم فيه أو المحذوف منه مجهول.

### الحديث المعضل
هو ما سقط من إسناده اثنان فصاعدا على التوالي أثناء السند وليس في أوله على الأصح.

### الحديث المُرسَل
هو الذي أضافه التابعي إلى رسول الله، ولم يكن هذا التابعي قد لقي النبي، وحكم الحديث المرسل أنه من أقسام الحديث الضعيف، والحديث المرسل قد اعتمد عليه بعض الأقطاب من الأئمة كالإمام أحمد بن حنبل والإمام أبي حنيفة والإمام مالك بن أنس، ويعمل به خاصة بعض الفقهاء، وللحافظ العلائي كتابا سماه جامع التحصيل في أحكام المراسيل.

### حديث مرسل الصحابي
هو ما أخبر به الصحابي عن قول النبي أو فعله، ولم يسمعه ولم يشاهده، إما لكبر سنه أو تأخر إسلامه أو غيابه، وحكمه عند الجمهور أنه صحيح ويحتج به.

### الحديث المدلس
هو الذي روي بوجه من وجوه التدليس، وأنواع التدليس هي:
1. تدليس الإسناد: هو الذي رواه المدلس إما أن يكون بلفظ محتمل لم يبين فيه الاتصال.
2. تدليس الشيوخ: هو أن يذكر الراوي شيخه من غير ما هو معروف ومشهود به.
3. تدليس التسوية: المعبر عنه عند القدماء: هو أن يروي عن ضعيف بين ثقتين وهو شر أقسام التدليس
4. تدليس العطف: وهو أن يصرح بالتحديث عن شيخ له ويعطف عليه شيخا آخر له لم يسمع منه ذلك المروي سواء اشتركا في الرواية عن شيخ واحد أم لا.

### الحديث الموضوع
هو الحديث الذي وضعه واضعه ولا أصل له. والحديث الموضوع هو ما وضعه الشخص من عند نفسه ثم أضافه إلى رسول الله، وهذا النوع من أكثر الموضوعات الموجودة، ومن أسباب الوضع في الحديث:
1. التعصب العنصري بين الفرق والطوائف آنذاك.
2. السياسية بين الأمراء.
3. الزندقة.
4. القصاصون.

### الحديث المتروك
هو ما يرويه متهم بالكذب ولا يعرف إلا من جهته ويكون مخالفا للقواعد المعلومة أو يكون قد عرف بالكذب في غير حديث أو عرف بكثرة الغلط أو الفسق أو الغفلة، حكم المتروك: أنه ساقط الاعتبار لشدة ضعفه فلا يحتج به ولا يستشهد به.

### الحديث المنكر
هو من كان راويه ضعيفا أي هو حديث من ظهر فسقه بالفعل أو القول أو من فحش غلطه أو غفلته، وحكم الحديث المنكر أنه ضعيف مردود لا يحتج به.

### الحديث المطروح
هو ما نزل عن درجة الضعيف وارتفع عن الموضوع مما يرويه المتروكون، جعله البعض ضمن الحديث المتروك والبعض الآخر ضمن أنواع الحديث الضعيف.

### الحديث المضعف
هو ما كان فيه تضعيف السند أو المتن من بعض المحدثين وقيل بأنه أعلى درجة من الحديث الضعيف الذي أجمع على ضعفه.

### الحديث المجهول
هو الذي فقدت فيه العدالة والضبط والسند وينقسم إلى أربعة أقسام:
1. مجهول العين: هو ما ذكر اسمه وعرفت ذاته ولكنه كان مقلا في الحديث.
2. مجهول الحال: هو ما يروى عنه اثنان فصاعدا.
3. مجهول الذات: كالاسم والكنية والكناية....
4. مجهول المستور: من يكون عدلا في ظاهره ولا تعرف عدالة باطنه.

### الحديث المدرج
هو الذي اشتمل على الزيادات في السند أو المتن، ليست منه وينقسم المدرج إلى نوعين:
1. مدرج الإسناد: هو أن يجمع الكل على إسناد واحد دون توضيح الخلاف.
2. مدرج المتن: هو إدخال شيء من بعض كلام الرواة في حديث رسول الله في أول الحديث أو في وسطه أو في آخره.

### الحديث المقلوب
هو الحديث الذي أبدل فيه الراوي شيئا آخر، بأن يبدل راويا بآخر وقد يكون القلب إما في المتن وإما في السند، وقلب السند نوعان:
1. أن يكون الحديث مشهورا.
2. أن يكون القلب بتقديم أو تأخير لرجال الإسناد (كأن يكون الراوي منسوبا لأبيه)، وحكم الحديث المقلوب: أنه يجب أن نرده إلى ما كان عليه وهو الأصل الثابت للعمل به.

### الحديث المُضطرِب
هو الذي روي بأوجه مختلفة مع التساوي في شرط قبول روايتها. وقد يقع الاضطراب إما في المتن وإما في السند، وحكم الحديث المضطرب أنه يعد نوعا من أنواع الحديث الضعيف؛ لأن الاضطراب يشعر بعدم ضبط الراوي، والضبط في حد ذاته شرط في الصحة (نذكر أن للحافظ ابن حجر العسقلاني كتابا أسماه المغترب في بيان المضطرب).

### الحديث المصحف والمحرف
المراد بهذا النوع ما حدث فيه مخالفة بتغيير حرف أو أكثر سواء أكان التغيير في النقط أو في الشكل وهذا النوع قسمان:
1. المصحف: وهو ما كان التغيير فيه بنسبة الحرف.
2. المحرف: وهو ما حدث التغيير فيه في الشكل، وهذا النوع يدخل في علم القراءات.

### الحديث الشاذ
قال الإمام الشافعي: (هو ما رواه المقبول مخالفة لرواية من هو أولى منه)، ويقع شذوذ هذا النوع من الأحاديث في السند أو المتن، والحديث الشاذ نوعان:
1. الحديث الفرد المخالف.
2. الفرد الذي ليس في رواية من الثقة والضبط.

و حكم الحديث الشاذ: أنه لا يحتج به لكونه مردودا.

### الحديث المعلل
هو سبب خفي يقدح في الحديث مع أن الظاهر منه السلامة، كما أنه لا يتمكن من معرفة علل الحديث إلا من أوتي حظا وافرا من الحفظ والخبرة والدقة والفهم الثاقب، كما أنه لم يتمكن من هذا المجال إلا عدد قليل من العلماء أمثال الإمام أحمد، والبخاري والدارقطني والحافظ ابن حجر الذي له كتاب في هذا المجال اسمه ((الزهر المكلول في الخبر المعلول))، وينقسم الحديث المعلول إلى:
- أن يكون الحديث ظاهره الصحة.
- أن يكون الحديث مرسلا مع وجوه الثقات الحفاظ.

### الحديث المرفوع
هو ما أضيف إلى رسول الله خاصة، سواء كان الذي أضافه هو الصحابي أو تابعين أو من بعدهما سواء كان ما أضافه قولا أو فعلا أو تقريرا أو صفة أو تصريحا، والحديث المرفوع نوعان:
1. الرفع الصحيح: وذلك بإضافة الحديث إلى النبي قولا أو فعلا أو تقريرا أو صفة، مثل: ((قال رسول الله: من حسن إسلام المرء تركه مالا يعنيه.))
2. الرفع الحكمي ويكون بمثل قول الصحابي: (أمرنا) أو (نهينا) أو (من السنة كذا).....الخ.

### الحديث الموقوف
هو ما أضيف إلى الصحابي قولا كان أو فعلا أو تقريرا متصلا كان أو منقطعا، قال ابن صلاح في تعريفه للحديث لموقوف: وهو ما يروى عن الصحابة من قولهم وأفعالهم ونحوها. وينقسم الحديث الموقوف من حيث الحكم إلى قسمين:
- (موقوف له حكم المرفوع): مثل قول الصحابي «أمرنا» أو «أبيح لنا».. إلخ.
- (موقوف ليس له حكم المرفوع): ماعدا الوجوه التي سبقت في النوع.

### الحديث المقطوع
هو ما أضيف للتابعي قولا كان أو فعلا سواء كان التابعي كبيرا (مثل سعيد بن المسيب) أو صغيرا (مثل يحي بن سعيد)، وحكم الحديث المقطوع أنه لا يكون حجة إذا خلا من قرينة الرفع.

### الحديث المتواتر
التواتر لغة: هو التتابع. أما اصطلاحا: الخبر. والحديث المتواتر هو الحديث الذي يحقق الشروط التالية:
1. أن يكون رواته كثيرون
2. أن لا يحتمل العقل
3. أن يتصل اسناد رواته من أوله إلى منتهاه
4. أن يكون المتواتر عن طريق الحس لا العقل.

ويتفرع التواتر إلى فرعين:
- التواتر اللفظي: هو اتفاق الرواة على لفظه ومعناه.

- التواتر المعنوي: هو ما اختلف الرواة في لفظه.

أما عن حكم الحديث المتواتر: أنه يقبل ويجب العمل به دون البحث عن درجته، وللإمام السيوطي كتاب في هذا الباب سماه قطف الأزهار المتناثرة في الأخبار المتواترة.

### خبر الآحاد
هو ما لم توجد فيه شروط المتواتر سواء أكان الراوي واحدا أو أكثر، وقد اختلف علماء السلف في وجوب الأخذ بخبر الآحاد والعمل به في العقيدة، ولقد كتب الشيخ محمد ناصر الدين الألباني كتبا في الموضوع منها: ((الحديث حجة بنفسه في الأحكام والعقائد))، كما عرف لسليم الهلالي كتابا عنوانه ((الأدلة والشواهد على وجوب الأخذ بخبر الواحد في الأحكام والعقائد.))، وقد رفض بعض الطوائف كالقادرية والجبائية وجماعة من العقلانيين والمتكلمين، ولديهم أدلة مثل أن هناك أحاديث آحاد شاذة لا يؤخذ بها، وهذا يطعن في الثقة في جميع الأحاديث في نفس الرتبة، إضافة إلى احتمال السهو على أحد الرواة، إضافة إلى أن بعض الحدود يلزم شاهدين، وإذا ارتفعت خطورة الحد وجب أربع شهود مثل الزنا، والعقيدة أخطر من إثبات جريمة الزنا فيجب أن يكون الرواة أكثر بحيث يستحيل كذبهم أو سهوهم.
و ينقسم خبر الآحاد إلى:
1. المشهور: هو ما رواه ثلاثة.
2. العزيز: هو ما لم يقل عدد رواته عن اثنين.
3. الغريب المطلق: هو ما وقع التفرد به في أصل السند.
4. الغريب النسبي: هو الذي حصل التفرد فيه أثناء السند.

### الحديث المُسنَد
هو ما اتصل إسناده إلى رسول اللّٰه، وقد عرفه الخطيب بأنه: ((ما اتصل إلى منتهاه)) وقد عرفه ابن عبد البَرّ بأنه: ((المروي عن رسول اللّٰه صلى الله عليه وسلم سواء أكان متصلا أم منقطعا)).

### الحديث المتصل
هو الحديث الذي لم يسقط أحد من رواة إسناده بأن سمع كل راو ممن فوقه إلى منتهاه، والمتصل في حد ذاته ينافي الإرسال ويقال له أيضا: الحديث الموصول. قال الإمام النووي: ((هو ما اتصل إسناده مرفوعا كان أو موقوفا.)). وقد يكون الحديث المتصل صحيحا وحسنا أو ضعيفا.

### الحديث المسلسل
اصطلاحا: التسلسل هو ما اتفق رواته على صفة من الصفات.
فوائد الحديث المسلسل: أن يكون بعيدا عن التدليس وعن الانقطاع وزيادة ضبط الرواة فيه و، الاقتداء بالنبي.لا أن أغلب المسلسلات لا تخلوا من الضعف في وصف التسلسل، لا في أصل المتن فقد يكون المتن صحيحا ويتعرض وصف التسلسل إلى الضعف.

### الاعتبار
هو أن يأتي المحدث إلى حديث من الأحاديث التي رواها بعض الرواة، إذا فالاعتبار هيئة يتوصل لها إلى معرفة المتابعات والشواهد، وليس الاعتبار قسما للمتابع والشاهد.

### حديث الفرد
وينقسم إلى قسمين:
1. الفرد المطلق: وما يتفرد به راو واحد عن جميع الرواة.
2. الفرد النسبي: هو ما كان بالنسبة إلى صفة خاصة ومنه ما كان مقيدا إلى بلد معين كمصر ومكة.....كقولهم:(لم يرو هذا الحديث غير أهل البصرة).

### الحديث المعنعن
اسم مفعول من العنعنة وهو مصدر جعلي كالبسملة والحمدلة والحوقلة مأخوذ من لفظ (عن فلان).
هو الحديث الذي يقال في سنده: فلان عن فلان دون توضيح التحديث والسماع والإخبار وقد ذهب جمهور أئمة الحديث وغيرهم أنه من قبيل الإسناد المتصل وذلك بشروط:
1. أن يكون الراوي الذي رواه سالما من التدليس.
2. أن يثبت لقاؤه بمن روى عنه بالعنعنة.

### الحديث المؤنن
هو الذي يقال في سنده: حدثنا فلان أن فلانا إلى آخر الحديث ويقال له أيضا:المؤنان.

### الحديث المنقلب
هو الذي ينقلب بعض لفظه على الراوي فيتغير معناه.

### الحديث العالي
هو ما قربت رجال سنده من رسول الله.

### الحديث النازل
هو ما قابل الحديث العالي بأقسامه السابقة والإسناد النازل مفصولا إلا أن تميز بفائدة كزيادة الثقة في رجاله على العالي وكونهم ((أي الثقات)) أحفظ أو أفقه أو نحو ذلك قال ابن مبارك: «.. ليس جودة الحديث قرب بل جودته صحة الرجال».

### الحديث الغريب
هو ما رواه متفردا بروايته فلم يرو غيره، أو تفرد بزيادة في متنه أو اسناده، قال الإمام مالك: «شر العلم الغريب وخير العلم الظاهر الذي قد رواه الناس». وقال الإمام أحمد: «تكتبوا هذه الأغاريب فإنها مناكير وأغلبها عن الضعفاء».

### الحديث المبهم
هو الحديث الذي ما في اسناده راو لم يسم سواء كان الذي لم يسم رجلا أو امرأة كأن يقال: أن امرأة جاءت إلى النبي أو رجلا أو حدثنا رجل أعرابي.

### الحديث المدبج
هو ما يرويه واحد من الصحابة أو التابعين أو أتباعهم أو أتباع الالتابعين عن المساوي له في الأخذ عن الشيوخ.

### الناسخ والمنسوخ
النسخ اصطلاحا: رفع الحكم أي لتعلق الخطاب التنجيزي الحادث للمستفاد تأييده من إطلاق اللفظ على معني أن المزيل لحكم الأول هو الناسخ إذ لولا وروده لا يستمر.

### المؤتلف والمختلف
هو ما تتفق صورته خطا وتختلف صفته لفظا وهو ما يقبح جهله بأهل الحديث. ومنه في البخاري: «الأحنف بالحاء المهملة والنون والأخنف بالخاء ..»
قال ابن الصلاح: «هذا فن جليل من لم يعرفه من المحدثين كثر عثاره ولم يعدم مخجلا».

## مصنفات في هذا العلم
- (المُحدث الفاصل) للحسن بن عبد الرحمن بن خلاد الرامهرمزي وهو أول كتاب في علوم الحديث
- (الكفاية في علم الرواية) للخطيب البغدادي
- معرفةعلوم الحديث للحاكم النيسابوري
- مقدمة ابن الصلاح
- الباعث الحثيث في اختصار علوم الحديث للحافظ ابن كثير
- نخبة الفكر في مصطلح أهل الأثر للحافظ ابن حجر العسقلاني
- تيسير مصطلح الحديث لمحمود الطحان (كتاب معاصر أهتم بالتيسير وترتيب المادة العلمية بما يسهل على القارئ)
- (علوم الحديث) لأبي عمرو، عثمان بن عبد الرحمن الشهرزوري، المعروف بابن الصلاح، وأشتهر هذا الكتاب باسم (مقدمة ابن صلاح) وهو من أجمع كتب المصطلح وأغزرها
- علم مصطلح الحديث لمحمد بن صالح العثيمين
- المنظومة البيقونية (أربعة وثلاثين بيتاً تقريبا) للبيقوني.
- الرسالة المستظرفة لأبي جعفر الكتاني
- ألفية الحديث المعروفة بالتبصرة والتذكرة الحافظ عبد الرحيم العراقي

## وصلات خارجية
- المراحل التاريخية لعلم مصطلح الحديث وأشهر ما صُنف فيه
- علم مصطلح الحديث باختصار عربي إنجليزي
- موسوعة صحيح البخاري